# الاور، بخش هرجو
الاور، بخش هرجو (به لاتین: Alavere, Harju County) یک روستا در استونی است که در دهستان آنیا واقع شده‌است.

## خصوصیات
الاور ۳۸۲ نفر جمعیت دارد.